# Bryan Arguez
Bryan Arguez (ur. 13 stycznia 1989 w Miami) – amerykański piłkarz występujący na pozycji pomocnika.

## Kariera klubowa
Wybrany w 1 rundzie w MLS SuperDraft w 2007 przez DC United. Nigdy nie rozegrał ligowego meczu w tej drużynie. 25 stycznia 2008 roku za sumę 200 tys. euro dołączył do niemieckiej Herthy BSC. Swoje jedyne spotkanie w Bundeslidze rozegrał 2 lutego 2008 przeciwko Eintrachtowi Frankfurt (0:3). Wszedł wówczas na boisko w 63. minucie meczu, zmieniając Gojko Kačara.
W styczniu 2010 został graczem zespołu Miami FC z USSF Division 2 Professional League i od razu został stamtąd wypożyczony do drugoligowego portugalskiego klubu GD Estoril Praia. W jego barwach nie zagrał jednak ani razu i kwietniu 2010 wrócił do Miami. W 2011 roku klub zmienił nazwę na Fort Lauderdale Strikers i rozpoczął grę w rozgrywkach NASL.
W 2012 roku Arguez został zawodnikiem zespołu Montreal Impact, grającego w MLS. Nie zagrał tam jednak w żadnym meczu. W sezonie 2012 przebywał na wypożyczeniu w FC Edmonton z NASL. W 2013 roku był graczem innych drużyn NASL – Minnesota United FC oraz Carolina RailHawks. W 2014 roku reprezentował barwy zespołu Miami Dade FC, występującego w lidze NAL, stanowiącej piąty poziom rozgrywek w Stanach Zjednoczonych.
Następnie Arguez występował w FC Miami City z PDL (odpowiednik IV ligi), a w 2016 roku ponownie grał w NASL, reprezentując barwy drużyn Miami FC oraz Fort Lauderdale Strikers. Kolejnymi zespołami w karierze Argueza były Pittsburgh Riverhounds SC (USL) oraz FC Golden State Force (PDL).

## Kariera reprezentacyjna
Zaczynał w reprezentacji U-17, grając tam 27 meczów zdobywając 1 bramkę. Został powołany na Mistrzostwa Świata U-20 w Piłce Nożnej 2007, lecz nie zagrał tam żadnego spotkania. Z reprezentacją U-23 zagrał na Toulon Tournament w 2008 roku, ale nie został powołany na Igrzyska Olimpijskie w Pekinie.
29 sierpnia 2009 Arguez na Mistrzostwach Świata U-20 w Piłce Nożnej zdobył bramkę dla młodzieżowej reprezentacji Stanów Zjednoczonych na 1-0 w meczu z Kamerunem. Stany Zjednoczone wygrały ostatecznie w tym meczu 4:1.